# N-мерная грань
В стереометрии грань — это плоская поверхность (плоская область, например — многоугольник или круг), которая образует часть границы твердого объекта; трехмерное тело, ограниченное исключительно гранями, есть многогранник.
В технических трактовках геометрии многогранников и политопов более высокой размерности этот термин также используется для обозначения элемента любой размерности более общего политопа (в любом количестве измерений).

## Многоугольник (грань)
В элементарной геометрии грань — это многоугольник на границе многогранника. Другие названия многоугольной грани включают сторону многогранника и евклидову плоскую плитку.

Например, любой из шести квадратов, ограничивающих куб, является гранью куба. Иногда «грань» также используется для обозначения двумерных особенностей четырёхмерного многогранника. В этом смысле тессеракт имеет 24 квадратных грани, каждая из которых разделяет два из 8 кубов, образующих тессеракт.
| Многогранник                                   | Звездный многогранник                                                     | Евклидова мозаика                                                                      | Гиперболическая мозаика                                                 | 4-многогранник                                      |
| {4,3}                                          | {5/2,5}                                                                   | {4,4}                                                                                  | {4,5}                                                                   | {4,3,3}                                             |
| ---------------------------------------------- | ------------------------------------------------------------------------- | -------------------------------------------------------------------------------------- | ----------------------------------------------------------------------- | --------------------------------------------------- |
| Куб имеет 3 квадратных грани у каждой вершины. | Малый звездчатый додекаэдр имеет 5 пентаграммных граней у каждой вершины. | Квадратная мозаика на евклидовой плоскости имеет 4 квадратных грани на каждую вершину. | Квадратная мозаика пятого порядка имеет 5 квадратных граней на вершину. | Тессеракт имеет 3 квадратных грани у каждого ребра. |

### Количество многоугольных граней многогранника
Поверхность любого выпуклого многогранника имеет эйлерову характеристику
{\displaystyle V-E+F=2,}
где V — количество вершин, E — количество ребер, а F — количество граней. Это уравнение известно как формула многогранника Эйлера. Таким образом, количество граней на 2 больше, чем разность количества ребер и количества вершин. Например, у куба 12 ребер и 8 вершин, а значит, 6 граней.

## k-мерная грань
В многомерной геометрии грани политопа являются элементами всех измерений.</ref> Грань размерности k называется k-мерной гранью. Например, многоугольные грани обычного многогранника являются 2-мерными гранями. В теории множеств набор граней многогранника включает в себя сам многогранник и пустое множество, где пустое множество для согласованности имеет «размерность» -1. Для любого политопа (n-мерного многогранника), −1 ≤ k ≤ n.
Например, в этом значении грани куба включают в себя сам куб(3-мерная грань), его (квадратные) грани, (линейные) ребра (1-мерные грани), (точечные) вершины (0-мерные грани) и пустое множество. Ниже приведены грани 4-мерного многогранника:
- 4-мерная грань - сам 4-мерный многогранник
- 3-мерные грани - 3-мерные ячейки (многогранники)
- 2-мерные грани — 2-мерные ребра (многоугольники)
- 1-мерные грани – 1-мерные ребра
- 0-мерные грани - 0-мерные вершины
- пустое множество, имеющее размерность −1

В некоторых областях математики, таких как комбинаторика многогранников, многогранник по определению выпуклый. Формально грань многогранника P есть пересечение P с любым замкнутым полупространством, граница которого не пересекается с внутренней частью P. Из этого определения следует, что множество граней многогранника включает в себя сам многогранник и пустое множество.
В других областях математики, таких как теории абстрактных многогранников и звездчатых многогранников, требование выпуклости ослаблено. Абстрактная теория по-прежнему требует, чтобы множество граней включало в себя сам политоп и пустое множество.

### Ячейка или трехмерная грань
Ячейка — это многогранный элемент (трехмерная грань) 4-мерного многогранника или 3-мерной мозаики или фигуры более высокой размерности. Ячейки являются гранями для четырёхмерных политопов и трехмерных мазаик.
| четырёхмерные политопы                        | четырёхмерные политопы                                | 3-мерные мозаики                                                                                  | 3-мерные мозаики |
| {4,3,3}                                       | {5,3,3}                                               | {4,3,4}                                                                                           | {5,3,4} |
| --------------------------------------------- | ----------------------------------------------------- | ------------------------------------------------------------------------------------------------- | --- |
| Тессеракт имеет 3 кубические ячейки на ребро. | 120-ячейник имеет 3 додекаэдрические ячейки на ребро. | Кубическая мозаика заполняет евклидово 3-мерное пространство кубами с 4 ячейками на каждом ребре. | Додекаэдрические соты 4 порядка заполняют трехмерное гиперболическое пространство додекаэдрами, по 4 ячейки на ребро. |

### Фасетаили (n− 1)-мерная грань
В многомерной геометрии Фасетами (также называемыми гипергранями) n-мерного политопа являются (n -1)-грани (грани размерности на единицу меньше, чем сам многогранник). Многогранник ограничен своими гранями.
Например:
- Фасетами отрезка являются его 0-мерные грани - вершины.
- Фасетами многоугольника являются его 1-мерные грани или ребра.
- Фасеты многогранника или мозаики плоскости являются их 2-мерные грани.
- Грани четырехмерного многогранника или трехмерной мозаики являются их 3-мерными гранями или ячейками.
- Гранями пятимерного многогранника или 4-мерной мозаики являются их 4-мерные грани.

## Комментарии
1. ↑  Some other polygons, which are not faces, are also important for polyhedra and tilings. These include Petrie polygons, vertex figures and facets (flat polygons formed by coplanar vertices that do not lie in the same face of the polyhedron).